# Belzebub (geslacht)
Belzebub is een geslacht van kreeftachtigen uit de familie Luciferidae. De wetenschappelijke naam van het geslacht werd in 2016 voorgesteld door Alexander Vereshchaka, Jørgen Olesen en Anastasia Lunina.

## Soorten
- Belzebub chacei Bowman, 1967
- Belzebub faxoni Borradaile, 1915
- Belzebub hanseni Nobili, 1905
- Belzebub intermedius Hansen, 1919
- Belzebub penicillifer Hansen, 1919